# Gare de Bas-Monistrol
Gare de Bas-Monistrol – stacja kolejowa w Bas-en-Basset, w departamencie Górna Loara, w regionie Owernia-Rodan-Alpy, we Francji.
Została otwarta w 1863 przez Compagnie des chemins de fer de Paris à Lyon et à la Méditerranée (PLM). Jest przystankiem kolejowym Société nationale des chemins de fer français (SNCF), obsługiwanym przez pociągi TER Auvergne i TER Rhône-Alpes.

## Położenie
Znajduje się na wysokości 473 m n.p.m., na km 102,751 linii Saint-Georges-d’Aurac – Saint-Étienne, pomiędzy przystankami Pont-de-Lignon i Aurec.